# کوسکی دوژه
کوسکی دوژه (به لهستانی:  Koski Duże) یک روستا در لهستان است که در گمینا پرلیوو واقع شده‌است.
 کوسکی دوژه  ۱۱۰ نفر جمعیت دارد.